# Біштіряк
Біштіря́к (рос. Биштиряк, башк. Биштирәк) — присілок у складі Зіанчуринського району Башкортостану, Росія. Входить до складу Баїшевської сільської ради.
Населення — 197 осіб (2010; 221 в 2002).
Національний склад:
- башкири — 98%